# 30175 Adityajain
30175 Adityajain è un asteroide della fascia principale. Scoperto nel 2000, presenta un'orbita caratterizzata da un semiasse maggiore pari a 2,7145023 UA e da un'eccentricità di 0,1447969, inclinata di 1,64526° rispetto all'eclittica.